# Piper bellidifolium
Piper bellidifolium är en pepparväxtart som beskrevs av Truman George Yuncker. Piper bellidifolium ingår i släktet Piper och familjen pepparväxter. Inga underarter finns listade i Catalogue of Life.